# Международный совет по охоте и охране животного мира
Международный совет по охоте и охране животного мира (CIC) (англ. International Council for Game and Wildlife Conservation, фр. Conseil International de la Chasse et de la Conservation du Gibier, нем. Internationale Rat zur Erhaltung des Wildes und der Jagd) — политически независимый консультативный орган, занимающийся вопросами сохранения видов, являющихся объектами охоты и регулированием в сфере рационального использования ресурсов животного мира. Аббревиатура CIC происходит от оригинального названия организации на французском языке — Conseil International de la Chasse.
Организация была основана в 1928 году, во Франции, и до 1999 года штаб-квартира CIC был расположена в Париже. На данный момент главный офис CIC находится в Будапеште (Венгрия). Совет объединяет 27 государств (в основном в лице Министерств, ответственных за природопользование и охрану окружающей среды), а также национальные делегации, университеты, неправительственные организации, ассоциации, занимающиеся охотой и сохранением дикой природы, индивидуальных членов и научных экспертов в области биологии диких животных и управления животными ресурсами из более чем 80 стран мира.
Официальными языками CIC являются русский, английский, французский и немецкий.

## История
Идея создания международной организации, занимающейся вопросами рациональной охоты и использования ресурсов дикой природы, впервые была высказана в 1910 году на международной охотничьей выставке в Вене. Впоследствии, Профессор Антонин Дейк из Пражского университета, вновь высказал эту идею в 1926 году. Тем не менее, реализовали её французский адвокат Максим Дюкрок и граф Луи Каройи, организовавшие международную конференцию в Нове-Замки (Словакия) в ноябре 1928 г. Конференция была посвящена вопросам создания международной охотничьей организации, и многие дискуссии проводились в усадьбе графа Каройи в Палариково, которая впоследствии стала музеем CIC. По результатам конференции была принята Декларация («Declaration of Nove Zamky») с призывом к созданию международного охотничьего Совета «Conseil International de la Chasse», и создана комиссия по разработке Устава этой организации. Это послужило основанием для первого общего собрания и регистрации CIC в ноябре 1930 в Париже.
С самого начала CIC способствовал продвижению рациональной, но в то же время традиционной и этичной охоты, подчеркивая, что охота и сохранение дикой природы идут рука об руку, заслужив мировое признание в качестве независимого консультанта в области сохранения дикой природы.

## Миссия и видение
CIC играет активную роль на мировом уровне по превращению охоты в рациональный способ использования природных ресурсов, и его целью является содействие устойчивой охоте как инструменту охраны животного мира. Своей деятельностью CIC показывает, что охота, не приводящая к сокращению численности отдельных видов животных, является разновидностью устойчивого использования природных ресурсов, а охотники могут вносить свой вклад в сохранение животного мира.

## Структура организации
Органами CIC являются:
- Генеральная Ассамблея
- Совет (Исполнительный комитет + Главы национальных делегаций)
- Исполнительный комитет
- Национальные делегации

## Подразделения
Деятельность CIC разделяется на три направления:

### Политика и Закон
Основная деятельность связана с содействием разработки стратегий и законодательств в сфере устойчивой охоты и сохранения ресурсов дикой природы, а также с политикой регулирования и лоббирования глобального устойчивого использования животного мира. Президентом является Шейн Махони
Основные направления деятельности:
- Законы и нормативы в области охоты
- Международные соглашения
- Оружие и его трансграничное перемещение

### Прикладные науки
Направление обеспечивает сбор научных данных и фактов по вопросам охраны дикой природы и охоты, поддерживает научные исследования в области природопользования и охраны природы. Президент — Клаус Хекландер
Основные направления деятельности:
- Крупная дичь
- Мелкая дичь
- Перелетные птицы
- Болезни в дикой природе
- Экономика ресурсов дикой природы
- Системы растениеводства и животноводства в контексте дикой природы
- Оценка охотничьих трофеев

### Культура
Направление поддерживает охоту, рассматривая её, как часть культурного наследия. Президент — Бернардин Малоу
Основные направления деятельности:
- Традиционная охота, соколиная охота
- Отражение охоты в искусстве
- Фотография, посвященная дикой природе
- Охота и гастрономия
- Музей CIC в Палариково
- Библиотека CIC

## Членство
CIC насчитывает более 1700 членов и действует в более чем 80 странах. В состав входят правительства (27 государств-членов по всему миру), природоохранные ассоциации, частные партнеры, политические деятели, университеты и эксперты из различных областей исследований. В составе CIC насчитывается более 40 национальных делегаций, отвечающих за организацию работы Союза в своих странах.
- Государства-члены представляют государства, государственные учреждения или национальные государственные учреждения.[6]
- Ассоциации являются представителями национальных или международных неправительственных организаций.
- Индивидуальные члены составляют большинство членов CIC.
- Эксперты в области охраны дикой природы и охоты.
- Молодые члены, в возрасте до 35 лет, представляют голоса и мнения следующего поколения.

## Штаб-квартира

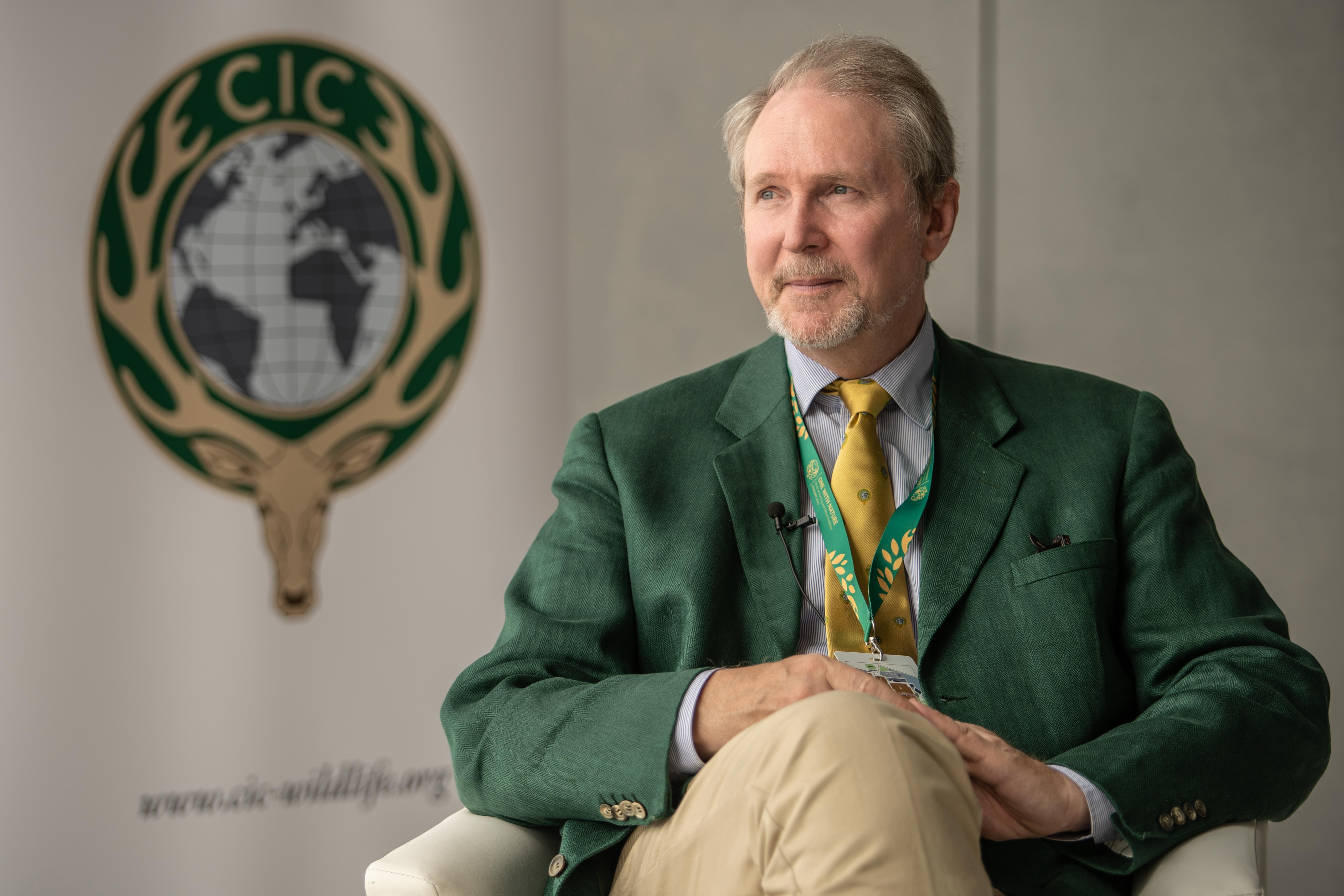
Доктор Филипп Хармер, президент CIC

Президент CIC - Филипп Хармер. Генеральный директор — Себастьян Винклер

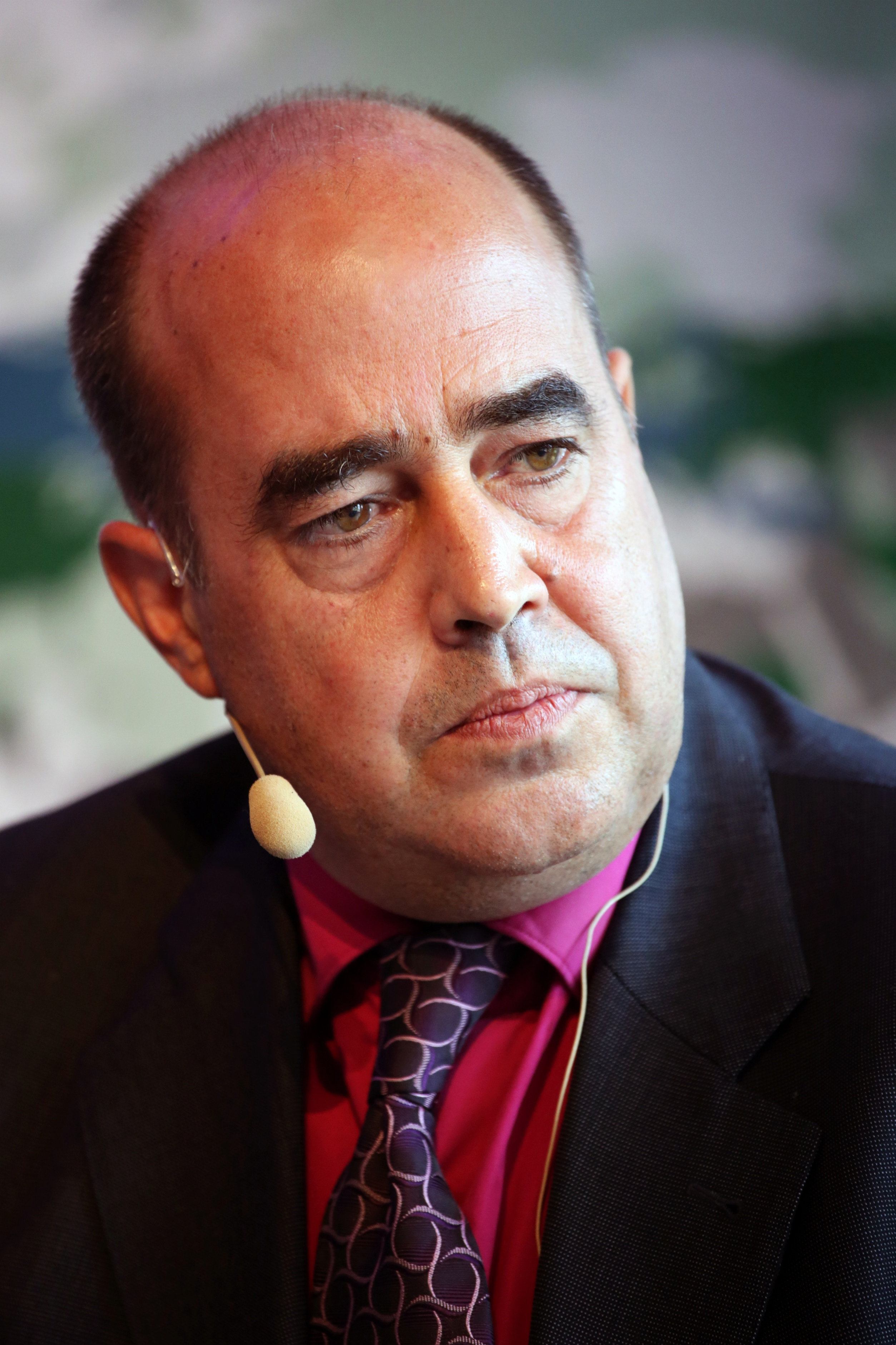
Себастьян Винклер, генеральный директор CIC

| Предыдущие президенты:                     | Предыдущие президенты: |
| Имя                                        | Годы                   |
| ------------------------------------------ | ---------------------- |
| Максим Дюкрок                              | 1930-49                |
| Клод Этье де Бусламбер                     | 1950-59                |
| Бертольд фон Церинген                      | 1959-62                |
| Георг Граф Турн-Вальсассина                | 1962-65                |
| Граф Энрико Мароне Чинзано                 | 1965-68                |
| Иоганн Герхард ван Маасдейк                | 1969-72                |
| Пал Валлус                                 | 1972-75                |
| Абдул Реза Пехлеви                         | 1975-81                |
| Альфонсо де Уркихо-и-Ландечо               | 1981-84                |
| Марко Булч                                 | 1984-87                |
| Доктор Луиджи Муси                         | 1987-90                |
| Доктор Генрих фон Ройсс-Кёстриц            | 1990-93                |
| Доктор Николас Франко и Паскуаль де Побиль | 1993-99                |
| Дитер Шрамм                                | 1999-2010              |
| Бернар Лозе                                | 2010-2016              |
| Джордж Аман                                | 2016-2021              |
| Доктор Филипп Хармер                       | 2021-                  |

| Генеральные директора (ранее: Генеральные администраторы (1930–1999) | Генеральные директора (ранее: Генеральные администраторы (1930–1999) |
| -------------------------------------------------------------------- | -------------------------------------------------------------------- |
| М. Вильнав                                                           | 1930-39                                                              |
| Клод Этье де Бусламбер                                               | 1950-59                                                              |
| Клод Шаван                                                           | 1965-71                                                              |
| Франсуа Эдмон-Блан                                                   | 1971-81                                                              |
| Жан Серват                                                           | 1981-99                                                              |
| Предыдущие генеральные директора:                                    |                                                                      |
| Габор Рац-Фодор                                                      | 1999-2001                                                            |
| Кай-Уве Воллшайд                                                     | 2002–2010                                                            |
| Тамаш Маргеску                                                       | 2010-2022                                                            |
| Предыдущий Генеральный секретарь:                                    |                                                                      |
| Вернер Тренсе                                                        | 1972-99                                                              |

## Рабочие группы

### Рабочая группа «Мнение молодых»
Деятельность рабочей группы «Мнение молодых» CIC направлена на создание глобальной сети молодых охотников, которые интересуются дикой природой, её разумным использованием, и разделяют взгляды CIC. Впервые группа заявила о себе в качестве самостоятельного направления CIC на Генеральной Ассамблее в Словении в мае 2000 года. Сегодня, под руководством президента Виктории Ламарш, группа ведет несколько проектов (таких как сбор сведений по популяции вальдшнепа, семинары по регулированию популяций дичи, охоте на огороженном пространстве) и содействует пропаганде целей и задач CIC путём организации регулярных встреч, семинаров, специальных мероприятий, освещения событий для своих членов и установления международных контактов среди молодых охотников. Рабочая группа «Мнение молодых» проводит свою собственную ежегодную конференцию «Молодежь по всему миру за рациональное использование природных ресурсов» (GYSU), успешно функционирующую под руководством делегаций разных стран на протяжении последних лет. Первая конференция GYSU состоялось в 2005 году. Обычно она занимает несколько дней, включая в себя научный симпозиум, введение в культурное наследие определенной страны или региона, посещение охотничьих угодий, кулинарные мероприятия и разнообразные дискуссии по охотничьей тематике.

### Клуб «Артемида»
Клуб объединяет женщин в сфере охоты. Первая международная конференция женщин-охотников была организована под патронажем CIC палатой охотников Словакии вместе с клубом «Словацкие ОхотницыЮ 8-11 ноября 2012 года в Братиславе, Словакия. Члены клуба принимают активное участие в экологическом образовании детей, молодежи, организуют охотничьи лагеря и выезды, а также делятся охотничьим опытом, обсуждают проблемы женской охоты, участвуют в дискуссиях по охране дикой природы. Президент Клуба — Соня Супекова.

## Партнерства
CIC поддерживает тесные взаимоотношения со своими партнерами для продвижения идеи рационального использования биологических ресурсов, для улучшения политики и законодательства в области животного мира. Основными партнерами являются:
Специализированные учреждения ООН: Продовольственная и сельскохозяйственная организация ООН (ФАО), Программа ООН по окружающей среде (ЮНЕП), Программа развития ООН (ПРООН), Организация Объединённых Наций по вопросам образования, науки и культуры (ЮНЕСКО)
Экологические организации и конвенции: Конвенция о биологическом разнообразии (CBD); Конвенция о международной торговле видами дикой фауны и флоры, находящимися под угрозой уничтожения (СИТЕС); Конвенция по сохранению мигрирующих видов диких животных (CMS), с которой партнерский договор был подписан в 2005 году; Соглашение по охране Афро-Евразийских мигрирующих водно-болотных птиц (AEWA); Бернская конвенция; Рамсарская конвенция
Международные неправительственные организации: Международный союз охраны природы (IUCN); Международные водно-болотные угодья; Международная Ассоциация Соколиной охоты и охраны хищных птиц; Федерация охотничьих и природоохранных Ассоциаций Европейского союза (FACE); Международный союз биологов-охотоведов (IUGB).
Национальные некоммерческие организации: Национальные делегации CIC также работают совместно с некоммерческими организациями, имеющими в своей работе отношение к вопросам национальной или региональный охоты и охране дикой природы.

### Глобальное партнерство CIC для устойчивой охоты (CPW)
Партнерство возникло в 2011 году. Идея создания принадлежит нынешнему вице-председателю CPW и действующему президенту отдела политики и права CIC, г-ну Ян Хайно. Председатель партнерства г-н Браулио Ф. де Соуза Диас, исполнительный секретарь Конвенции о биологическом разнообразии, вместе с ФАО, формируют секретариат.
CPW — это альянс международных организаций с основными мандатами и программами в области рационального использования и охраны ресурсов дикой природы. Миссией CPW является «содействие сохранению наземного позвоночного животного мира во всех биомах и географических районах на основе рационального регулирования, а также укрепление сотрудничества и координация деятельности по вопросам рационального использования дикой природой среди своих членов и партнеров».
На сегодняшний день CPW объединяет двенадцать международных организаций, в том числе CIC, c целью целостного и комплексного подхода к вопросам охраны дикой природы во всем мире.
Первое заседание CPW состоялась в Бангкоке (Таиланд) в марте 2013 года во время проведения 16-го съезда СИТЕС.
Участники
- Конвенция о биологическом разнообразии (CBD)
- Центр по международным исследованиям в области лесного хозяйства (CIFOR)
- Конвенция о международной торговле видами дикой фауны и флоры, находящимися под угрозой уничтожения (СИТЕС)
- Конвенция по сохранению мигрирующих видов диких животных (CMS), Секретариат
- Продовольственная и сельскохозяйственная организация ООН (ФАО)
- Международный совет по охоте и охране животного мира (CIC)
- Международный форум коренных народов по биоразнообразию (IIFB)
- Международный союз охраны природы (IUCN)
- Международный союз лесных исследовательских организаций (IUFRO)
- TRAFFIC — Сеть мониторинга за торговлей дикой природой (IUCN/WWF)
- Программа ООН по окружающей среде (ЮНЕП)
- Всемирная организация охраны здоровья животных (OIE)

### CIC - ФАО
Сотрудничество CIC с ФАО началось в 2002 году. Итогом совместной работы стали анализ и документирование основных недостатков нынешней экологической политики и законодательства по природопользованию и определение приоритетных направлений по методической поддержке стран, стремящихся повысить уровень своей законодательной базы. В рамках партнерства ФАО-CIC по охране дикой природы выпущена серия совместных технических публикаций CIC-ФАО.
В настоящее время CIC, совместно с ФАО, работает над международной онлайн-базой данных по законодательству природопользования — WildlifeLex. Она служит основой для размещения и взаимосвязи законодательств в природопользовании, в ней представлены основные статистические данные, лучшие примеры практики и другие соответствующие материалы из разных стран и регионов.

## Генеральные Ассамблеи
Первая Генеральная Ассамблея CIC была проведена в Париже в 1930 году. Затем она стала проводиться ежегодно в одной из стран-членов CIC. 
В программе принимают участие постоянные партнеры Союза, представители таких организаций, как учреждения ООН, Федерация охотничьих и природоохранных Ассоциаций Европейского союза (FACE), Международный союз биологов-охотоведов (IUGB), Конвенция о международной торговле видами дикой фауны и флоры, находящимися под угрозой уничтожения (СИТЕС), Международный союз охраны природы (IUCN), Европейская ассоциация землевладельцев (ELO), Всемирная организация охраны здоровья животных (OIE), члены крупных международных конвенций, таких как Конвенция о биологическом разнообразии (CBD), правительственные делегации, национальные и международные охотничьих организации и эксперты дикой природы. Генеральная Ассамблея является узнаваемым международным событием, Всемирным форумом по устойчивой охоте, ставящим своей целью сохранения видов, являющихся объектами охоты.
Основная программа Генеральных Ассамблей разделяется на три основные части, на которых обсуждаются вопросы науки, политики и культуры. Кроме того, проводятся заседания рабочих групп и экспертов из разных стран, например как Международный симпозиум по Вальдшнепу в 2011 году.
С 12 по 15 мая 2011 года под девизом «Охота — часть культурного наследия» в г. Санкт-Петербурге, Россия состоялась 58-я Генеральная ассамблея. Организатором мероприятия выступили совместно выступили CIC и Российская ассоциация общественных объединений охотников и рыболовов (Росохотрыболовсоюз). Торжественное открытие состоялось в Смольном. С российской стороны в нем приняли участие вице-губернатор г. Санкт-Петербрурга Алексей Сергеев, заместитель министра природных ресурсов и экологии РФ Владимир Мельников, глава российской делегации CIC и бывший президент Ассоциации «Росохотрыболовсоюз» — Эдуард Бендерский, а также другие официальные лица, почетные гости и спонсоры.

Девизы последних 17 генеральных собраний
| Год                       | Город           | Число | Девиз                                                                    |
| ------------------------- | --------------- | ----- | ------------------------------------------------------------------------ |
| 21–24 мая 2003 г.         | Хельсинки       | 50-й  | Молодые люди мира за устойчивое использование                            |
| 27 апреля - 1 мая 2004 г. | Бухарест        | 51-й  | Дикая природа не знает границ                                            |
| 12–16 марта 2005 г.       | Абу Даби        | 52-й  | Соколиная охота: всемирное наследие                                      |
| 1–5 мая 2006 г.           | Лимассол        | 53-й  | Сохранение перелетных птиц – общая ответственность                       |
| 2–5 мая 2007 г.           | Белград         | 54-й  | Страсть к дикой природе означает заботу о людях                          |
| 22–26 апреля 2008 г.      | Марракеш        | 55-й  | Охота: инструмент устойчивого развития сельских районов                  |
| 30 апреля - 2 мая 2009 г. | Париж           | 56-й  | Охота: страсть к будущему                                                |
| 6–9 мая 2010 г.           | Дубровник       | 57-й  | Биоразнообразие Средиземноморья: вызовы и перспективы для охотников      |
| 12–15 мая 2011 г.         | Санкт-Петербург | 58-й  | Охота - часть нашего культурного наследия                                |
| 8–11 мая 2012 г.          | Кейптаун        | 59-й  | Экономика охраны дикой природы                                           |
| 26 – 30 апреля 2013 г.    | Будапешт        | 60-й  | Охота: сохранение дикой природы – ключ к всемирному культурному наследию |
| 24 – 26 апреля 2014 г.    | Милан           | 61-й  | Молодежь, охота и биоразнообразие                                        |
| 23 – 25 апреля 2015 г.    | Правец          | 62-й  | Здоровая дикая природа, Здоровые люди                                    |
| 22 – 23 апреля 2016 г.    | Брюссель        | 63-й  | Охота — это охрана                                                       |
| 27- 29 апреля 2017 г.     | Монтрё          | 64-й  | Гармония с дикой природой - восприятие города и деревни                  |
| 3 - 5 мая 2018 г.         | Мадрид          | 65-й  | Охота: факты или вымыслы?                                                |
| 1 - 4 мая 2019 г.         | Виндхук         | 66-й  | Путь к сохранению дикой природы                                          |
| 25 - 28 сентября 2021 г.  | Будапешт        | 67-й  | Единство с природой – голоса жителей, глобальная ответственность         |
| 9 - 12 июня 2022 г.       | Рига            | 68-й  | Сохранять – Собирать – Коммуникация                                      |

## Награды и премии
В CIC существуют следующие награды и премии:
- Премия Эдмонда Блана (Edmond Blanc Prize)

Присуждается охотничьим угодиям за выдающуюся практику охоты и особые достижения в управлении природными ресурсами.
- Награда Мархур

«Награда Мархур» признает и отмечает выдающиеся заслуги в сфере сохранения биоразнообразия и применения принципов устойчивого использования ресурсов, особенно, в охоте. Название происходит от исчезающего вида горных баранов Пакистана, численность популяции которого значительно возросла в последние годы за счет развития в регионе практики устойчивого охотничьего туризма.
Награда присуждается раз в два года на Конференции Сторон Конвенции по биологическому разнообразию. Награда состоит из бронзовой статуэтки горного барана Марко Поло и денежного вознаграждения.
- Конкурс фотографии «Дикая природа»

Международный конкурс фотографий дикой природы открыт как для профессиональных фотографов, так и для любителей. Премия присуждается два раза в год за лучшую фотографию диких животных или птиц, в их естественной среде обитания. Фотографии, победившие на конкурсе, выставляются при проведении Генеральной Ассамблеи CIC.
- Приз «Охота в искусстве»

Каждые два года CIC вручает приз «Охота в искусстве» в знак признания усилий по укреплению культурных ценностей в сфере охоты. Премия присуждается в области скульптуры, живописи, музыки, а также музеям и конкретным музейным экспонатам.
- Литературная премия

Ежегодная премия за выдающиеся публикации, представленные по случаю Генеральной Ассамблеи CIC. Жюри состоит из членов CIC из различных стран, награждения происходят по 5 номинациям:
- Техническая
- Художественная
- Литературная
- Экологическая
- Культурная

- «Тезис» - награда группы «Мнение Молодых» за исследования

Премия направлена на поощрение молодых ученых в возрасте до 35, чьи проекты способствуют устойчивому использованию ресурсов животного мира.

## Система оценки трофеев CIC
С момента своего создания в 1920-х система оценки трофеев CIC (англ. CIC Trophy Evaluation System - TES) зарекомендовала себя как ведущая система измерения охотничьих трофеев по Европе, и за её пределами.
В настоящее время в мире используется несколько систем измерения охотничьих трофеев. Это английская система Роуленда Уорда, ориентированная на Африканские виды, система Дугласа – для Новой Зеландии, система Бун-Крокет-клуба - для Северной Америки, система Сафари—клуба, претендующая на универсальность, и, наконец, система CIC, которая принята в Европе и практикуется в России с 1967 года. В основе системы CIC заложен фактический материал, накопленный европейскими специалистами охотничьего хозяйства. Система CIC примечательна тем, что дает возможность вести селекционный отстрел в охотничьем хозяйстве на основе разработанных этой системой полевых признаков животных, подлежащих сохранению или отстрелу.
Трофеями рассматриваются рога, клыки, черепа, шкуры и меха охотничьих видов животных, которые находятся в диком состоянии и являются частью устойчивых популяций. Трофеи в контексте системы оценки трофеев CIC определяются как:
- Рога Cervidae, Bovidae, Antilocapridae, Rhinocerotidae
- Клыки Suidae, Tayassuidae, Elephantidae, Hippopotamidae, Moschidae, Tragulidae, Odobenidae
- Черепа и шкуры некоторых Felidae, Ursidae, Canidae, Castoridae.

Для оценки охотничьих трофеев в системе СІС разработаны формулы, которые включают показатели, отражающие типичность, и симметрию трофеев копытных. Чаще всего это длина и мощь отдельных структурных элементов, а в некоторых случаях вес трофея или его объем. Эти промеры должны быть точными и соответствовать требованиям формул СІС, так как они определяют биологическую значимость охотничьего трофея. Принципы системы СІС - оценка трофея не в метрических единицах, а в баллах и коэффициентах к ним, которые подчеркивают роль того или иного структурного элемента трофея. За правильность развития или недостатки в нем начисляют или вычитают дополнительные баллы. Эти баллы практически очень мало влияют на общую оценку трофея. Надбавки за типичность и симметрию, скидки за его изъяны — основное отличие системы CIC от других систем, учитывающих только размеры трофея.
В своё время Россия не была допущена к разработке формул оценки для Азиатских видов охотничьих животных, водящихся на её территории, а сама комиссия CIC не разработала оценки этих видов. Комиссия пошла на компромисс и, за неимением своих наработок, использует для оценки Азиатских видов формулы оценок «Бун и Крокет клуба», в основе которых симметрия структурных элементов трофея, без скидок и надбавок к форме.
В 2012 году, в рамках реструктуризации старой системы, Международный совет по охоте и охране животного мира издал новые "Нормы и правила измерения трофеев по системе CIC". Сейчас система защищена международным авторским правом и любое её применение или использование требует предварительного разрешения, и должно следовать инструкциям по измерению трофеев CIC, а также нормам и правилам.
Совет по оценке трофеев CIC является частью подразделения прикладных наук CIC.

## Публикации CIC
Организация регулярно публикует информационные бюллетени, доклады и другие документы по вопросам, связанным с её работой, в целях повышения осведомленности и предоставления информации об устойчивой охоте и взаимосвязанным темам.

### CIC Newsletters
Ежеквартальный бюллетень. Журнал содержит последние новости и информацию о деятельности CIC.

### African Indaba
Бесплатный электронный бюллетень об охоте, сохранении и рациональном использовании животного мира Африки. Издается пять-шесть раз в год.
Бюллетень был основан Герхардом Даммом, нынешним президентом направления прикладных наук CIC. В настоящее время распространяется среди 16000 подписчиков из 130 стран, а также является официальным информационным представителем CIC в странах Африки.

### Техническая серия CIC - FAO 1-9
В рамках партнерства CIC - FAO по дикой природе были сделаны девять совместных публикаций по правовым вопросам, отражающие основные итоги совместной работы. Две из них переведены на русский язык.

### The Evolution of CITES
«Эволюция СИТЕС» была впервые опубликована в 1985 году. Автор — Уиллем Уайнстекерс, в настоящее время является заместителем председателя направления CIC по политике и праву. Книга содержит аннотированный каталог принятых СИТЕС решений с момента вступления Конвенции в силу в 1975 году. Она позволяет проследить связь с резолюциями и решениями Конференции Сторон Конвенции по биологическому разнообразию (CBD CoP).

### Атласподсемейства козьих
Автором атласа являются Герхард Дамм, президент отдела прикладных наук, и д-р Николас Франко, почетный президент CIC. «Атлас мира CIC по подсемейству козьих» представляет собой обзор ареалов диких Caprinae в северном полушарии, с информацией об их внешнем виде, жизненном цикле, состоянии популяций и практики рационального использования.
Атлас включает в себя два тома, около 520 страниц каждый.

## Сбор средств
Как некоммерческая организация, CIC существует благодаря поддержке спонсоров и её членов. Все виды деятельности CIC финансируются за счет членских взносов, пожертвований и спонсорских вкладов.